# Цукахара Бокудэн
Цукахара Бокудэн (яп. 塚原 卜伝, 1489 год — 6 марта 1571 года) — японский фехтовальщик периода Сэнгоку, основатель нового стиля фехтования Бокудэн-рю, инструктор сёгуна Асикага Ёситэру и губернатора провинции Исэ Китабатакэ Томонори. Широко известен под титулом кэнсэй (святой меч).

## Биография

### Ранняя жизнь
Бокудэн родился в 1489 году в семье Ёсикава, находящейся в провинции Хитати, Хонсю. Его семья являлась одной из четырёх семей Каро, служивших клану Касима. Бокудэн был принят семьей Цукахара, одним из ответвлений клана Касима, после чего он взял себе имя Цукахара Бокудэн Такамото.

### Основная деятельность
Своё знакомство с искусством кэндзюцу Бокудэн начал со школы Тэнсин Сёдэн Катори Синто-рю, знания которой ему преподавал приёмный отец. Позже он оттачивал своё мастерство, участвуя в Муся сюгё (воинские аскетические тренировки), путешествуя по всей Японии и обучаясь с большим количеством умелых и знаменитых фехтовальщиков того времени. Цукахара Бокудэн являлся классическим странствующим рыцарем: богатый дворянин, он путешествовал по японской сельской местности, зачастую в сопровождении свиты. Позже он систематизировал учение местных боевых искусств района Касима, в том числе таких подходов к бою, как Касима но тати и Ити но тати. Согласно легенде, к мастеру пришло божественное вдохновение от Такэмикадзути но ками, божества святыни Касима, благодаря чему он назвал своё боевое искусство фехтования Касима Синто-рю. Кроме того, в течение непродолжительного периода времени он именовал собственную систему как Мутэкацу-рю («победа без рук»).

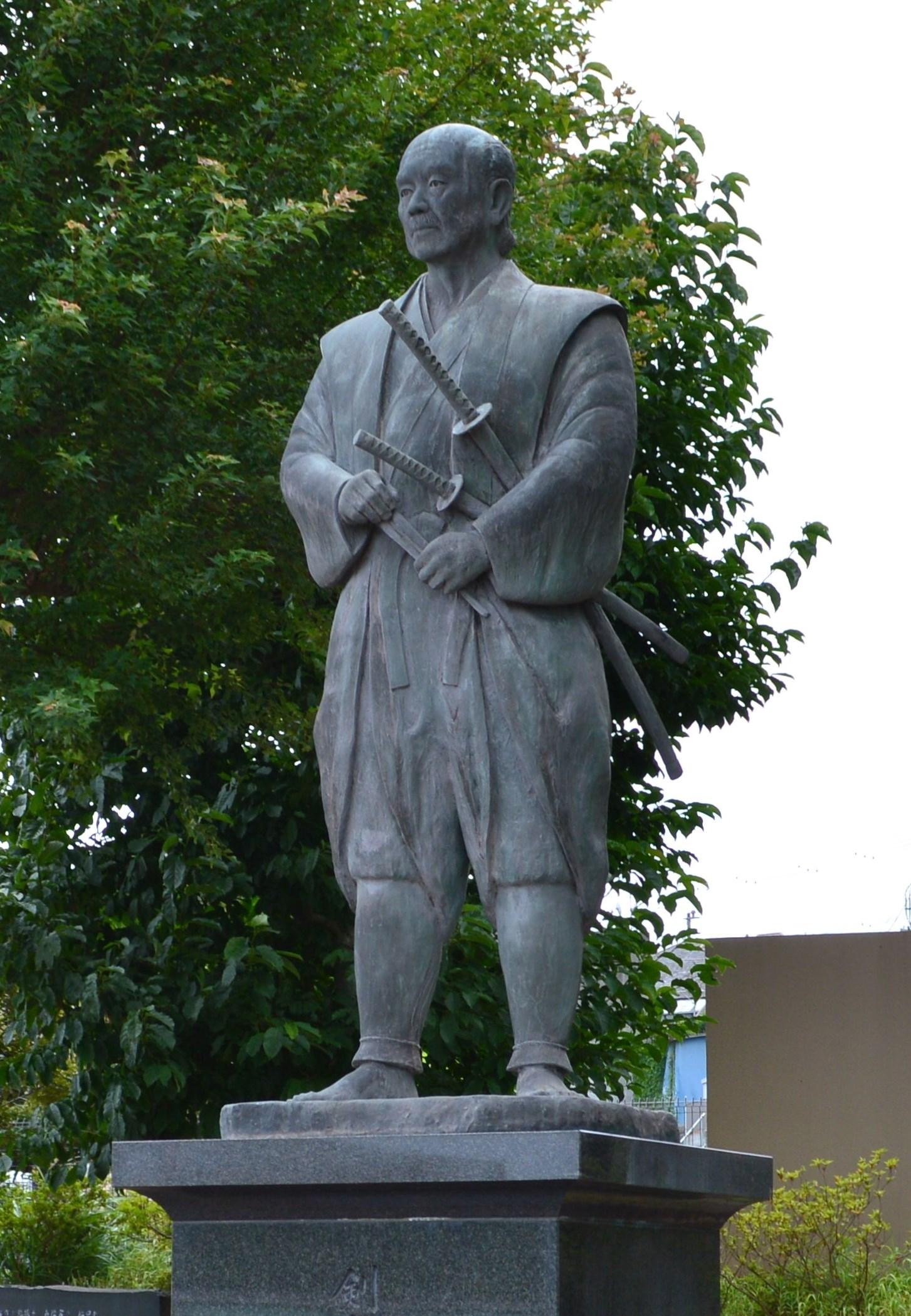
Статуя Цукахаре Бокудэну, Касима

Согласно одному анекдоту, Бокудэн был вызван на сражение неким невоспитанным хулиганом. Когда мастера спросили, к какой школе он принадлежит, Цукахара ответил «Школа без Меча». Хулиган засмеялся и оскорбительно вызвал Бокудэна бороться с ним без меча. Вызов был принят, однако Бокудэн предложил перебраться к соседнему острову на озере Бива для того, чтобы никому не мешать. Хулиган согласился, но, когда он выпрыгнул из лодки на берег острова и достал свой клинок, Бокудэн оттолкнул лодку от берега и поплыл обратно, оставив противника на острове. При этом Цукахара пояснил: «Это и есть моя школа без Меча».
Известная японская народная сказка повествует о молодом Миямото Мусаси, который вызвал Бокудэна на дуэль во время принятия пищи последним. В тот момент, когда Мусаси нанёс первый удар, Цукахара парировал меч при помощи крышки железного горшка, из которого он ел. На самом деле история не имеет никакого основания, так как Бокудэн умер за 13 лет до того, как родился Миямото Мусаси.

### Смерть
Бокудэн умер естественной смертью 6 марта 1571 года. Его могила находится в храме Байко (яп. 須賀の梅香寺) в городе Касима, Ибараки. Любой желающий, посвятивший себя изучению японского мастерства фехтования, может совершить паломничество в святыню Касимы, так как она считается духовной родиной кэндзюцу.

## Примечание
1. 1 2  The Statue of Tsukahara Bokuden (англ.). Kashima City. Дата обращения: 15 апреля 2014. Архивировано из оригинала 24 июля 2017 года.